# Волков, Лука Илларионович
Лука́ Илларио́нович Во́лков (1886—1963) — русский и советский альголог и гидробиолог. Многолетний сотрудник Ростовского государственного университета.

## Биография
Родился 19 октября (31 октября) 1886 в Екатеринодаре. В 1906—1913 учился в Харьковском университете. Принадлежал к харьковской альгологической школе, которую организовал и направлял В. М. Арнольди. Будучи студентом, командировался Харьковским обществом естествоиспытателей на Севастопольскую биологическую станцию, где под руководством С. А. Зернова участвовал в экспедициях по Чёрному морю. После окончания с отличием университета, Волков читал курс общей ботаники на педагогических курсах при Харьковском учебном округе и работал ассистентом кафедры ботаники, заведующим которой был В.М. Арнольди. В 1913 — 1917 гг. Волков участвовал в комплексных экспедициях в Каспийском море. Описал несколько новых для науки видов водорослей. Был одним из пионеров исследования водорослей южных морей России. 
В 1919 году работал в Кубанском сельскохозяйственном институте и в отделе департамента земледелия Кубанского краевого правительства. В 1920 году принимал участие в организации Новороссийской биологической станции. В 1923 году Волков становится преподавателем Ростовского университета. В 1928 году он проходит стажировку в Германии и Франции у Рихарда Кольквица, Максимильяна Марссона и Шарля Переса. После возвращения из командировки Волков проводит оценку сапробности водоёмов Нижнего Дона. В 1926—1927 году под руководством Волкова проходил практику Филарет Дмитриевич Мордухай-Болтовской, ставший впоследствии известным гидробиологом. Во время первой оккупации Ростова-на-Дону нацистами в 1941 году отказался сотрудничать с ними. Тем не менее, нахождение на оккупированных территориях стало пятном на репутации учёного. Затем находился в эвакуации. Преподавательская и организаторская работа после войны положила конец собственно научной деятельности Волкова. К морской тематике после 1947 года он не возвращался, а занимался вопросами лесопользования. В 1947—1948 году Волков занимал должность декана биологического факультета Ростовского университета. Отказался участвовать в травле коллег. Знал несколько европейских языков. Умер 13 мая 1963 года.

## Публикации
- Волков Л. И. О новой пресноводной багрянке Laurencia zernovi // Протокол об-ва испыт. прир. при Харьков. ун-те : журнал. — 1912. — Т. 1. — С. 29–36.
- Волков Л. И. Материалы к флоре водорослей России. Monosiphon caspicus nov gen. et sp. // Труды об-ва испыт. прир. при Харьков. ун-те : журнал. — 1916. — Т. 48, № 1. — С. 169–184.
- Волков Л. И. Материалы к познанию биологии и гидрологии приазовских лиманов // Известия Донского ун-та : журнал. — 1925. — Т. 7. — С. 44–50..
- Волков Л. И. Материалы к гидробиологии водоемов системы р. Дон // Известия Ростов. пед. института : журнал. — 1936. — Т. 8. — С. 27–49.